# San Jose de Buan
San Jose de Buan ist eine philippinische Stadtgemeinde in der Provinz Samar. Sie hat 7769 Einwohner (Zensus 1. August 2015).

## Baranggays
San Jose de Buan ist politisch in 14 Baranggays unterteilt.
- Aguingayan
- Babaclayon
- Can-aponte
- Cataydongan
- Gusa
- Hagbay
- Hiduroma
- Hilumot
- Barangay 1 (Pob.)
- Barangay 2 (Pob.)
- Barangay 3 (Pob.)
- Barangay 4 (Pob.)
- San Nicolas
- Hibaca-an